# Blepharhymenus brendeli
Blepharhymenus brendeli är en skalbaggsart som först beskrevs av Thomas Casey 1893.  Blepharhymenus brendeli ingår i släktet Blepharhymenus och familjen kortvingar. Inga underarter finns listade i Catalogue of Life.